# Michaił Diegtiariow (generał)
Michaił Iwanowicz Diegtiariow, ros. Михаил Иванович Дегтярёв (ur. 8 listopada?/21 listopada 1904, zm. 30 listopada 1966) – generał porucznik Armii Radzieckiej, generał dywizji Wojska Polskiego.

## Życiorys
Po ukończeniu w 1921 szkoły średniej wstąpił do Szkoły Dowódców Artylerii Armii Czerwonej, którą skończył w 1926. W 1929 wstąpił do WKP(b). Walczył na frontach II wojny światowej od 1941. 18 listopada 1944 mianowany generałem porucznikiem, w 1947 skończył Wyższy Kurs w Akademii Artylerii, 30 czerwca 1952 skierowany do służby w WP jako dowódca artylerii Dowództwa Okręgu Wojskowego nr 2 w Bydgoszczy. 
W marcu 1954 przekazany do dyspozycji Głównego Zarządu Kadr Ministerstwa Obrony ZSRR.

## Odznaczenia
- Order Czerwonego Sztandaru (trzykrotnie)
- Order Czerwonej Gwiazdy
- Order Wojny Ojczyźnianej I stopnia
- Order Suworowa II stopnia
- Order Kutuzowa II stopnia